# K-50M
К-50М — вьетнамский пистолет-пулемёт, созданный на базе пистолета-пулемёта Шпагина.

## История
Первый трофейный образец К-50М был обнаружен в Южном Вьетнаме в 1963 году, в дальнейшем было найдено и захвачено дополнительное количество образцов. В ходе их изучения было установлено, что К-50М изготавливались в полукустарных условиях из пистолетов-пулемётов "тип 50" (версия ППШ китайского производства).

## Описание
По данным США, переделка китайских "тип 50" в К-50М проходила в период с 1958 до 1964 года.
К-50М представлял собой компактную и облегченную модификацию пехотного пистолета-пулемёта Шпагина, оптимизированную для ведения боя в джунглях.
Деревянную ложу с прикладом заменяли на деревянную рукоять и выдвижной плечевой упор по образцу французского МАТ-49, кожух ствола был значительно укорочен. К дульной части ствола крепилась мушка от МАТ-49. К-50М использовался преимущественно с секторным магазином, однако известны случаи использования 71-патронных магазинов.
Точность стрельбы из К-50М ниже, чем из ППШ. При стрельбе очередями вспышка пламени у дульного среза ствола K-50M больше, чем у ППШ.

## Страны-эксплуатанты
- Вьетнам - использовались партизанами НФОЮВ[2][3] и подразделениями Вьетнамской Народной армии, но широкого распространения ввиду поставок более современного вооружения из СССР и КНР не получил и позднее был заменён на автомат Калашникова.